# Gordy Sheer
Gordon „Gordy“ Sheer (* 9. Juni 1971 in White Plains, New York) ist ein früherer US-amerikanischer Rennrodler.
Gordy Sheer war mit seinem Partner Chris Thorpe in den 1990er Jahren einer der erfolgreichsten Rennrodler im Doppelsitzer. Dreimal nahm er an Olympischen Spielen teil. Erstmals startete er mit seinem Partner Thorpe bei den Spielen von Albertville 1992 (Platz 12). Es folgten die Teilnahmen 1994 (Platz 5) in Lillehammer und 1998 in Nagano, wo das Doppel hinter den Deutschen Stefan Krauße und Jan Behrendt und vor ihren zeitgleichen Landsleuten Mark Grimmette und Brian Martin die Silbermedaille und damit die erste olympische Rodelmedaille für die USA gewannen.
Bei den Rennrodel-Weltmeisterschaften 1995 in Lillehammer und 1996 in Altenberg gewann er mit Sheer jeweils die Silbermedaille. Nachdem Thorpe/Sheer in den Saisonen 1994/95 und 1995/96 schon Dritte in der Gesamtweltcupwertung wurden, gewannen sie die Gesamtwertung des Rennrodel-Weltcups 1996/97. Es war der erste Sieg nichteuropäischer Rodler im Gesamtweltcup. Weitere zweimal wurde das Doppel Vierte. Viermal konnten sie Weltcuprennen für sich entscheiden. In der Saison 1994/95 kam das Doppel in zehn von elf Rennen aufs Podium. Sechsmal, zwischen 1992 und 1995 sowie 1997 und 2000, gewann er den Titel des US-Meisters.
2000 trat Sheer zurück, sein Partner Thorpe setzte seine Karriere an der Seite von Clay Ives fort. Sheer ist heute Marketingdirektor des US-Rodelverbandes und lebt in Lake Placid.

## Erfolge

### Weltcupsiege
Doppelsitzer
| Nr. | Datum         | Ort       | Bahn                                  |
| --- | ------------- | --------- | ------------------------------------- |
| 1.  | 11. Feb. 1995 | Sigulda   | Rennrodel- und Bobbahn Sigulda        |
| 2.  | 1. Dez. 1996  | Sigulda   | Rennrodel- und Bobbahn Sigulda        |
| 3.  | 15. Dez. 1996 | Altenberg | Rennschlitten- und Bobbahn Altenberg  |
| 4.  | 22. Dez. 1996 | Königssee | Kombinierte Kunsteisbahn am Königssee |